# Gouézec
 Gouézec  (en bretón Gouezeg) es una población y comuna francesa, situada en la región de Bretaña, departamento de Finisterre, en el distrito de Châteaulin y cantón de Pleyben.

## Demografía
| 1356 | 1212 | 1062 | 1070 | 1076 | 984 |
| Para los censos de 1962 a 1999 la población legal corresponde a la población sin duplicidades (Fuente: INSEE [Consultar]) |      |      |      |      |     |